# Amaracarpus novoguineensis
Amaracarpus novoguineensis là một loài thực vật có hoa trong họ Thiến thảo. Loài này được (Warb. ex Boerl.) Valeton mô tả khoa học đầu tiên năm 1911.